# Hansaviertel
Hansaviertel (česky doslova Hanzovní čtvrť) se nachází v německé metropoli Berlín, mezi řekou Sprévou a parkem Tiergarten. Jedná se o samostatnou místní část (nejmenší v Berlíně), administrativně spadající pod Mitte.

## Historie
V roce 1877 byla do této části rychle se rozvíjející metropole tehdejšího Pruska zavedena železnice, což přispělo k jeho rozvoji. Na přelomu 19. a 20. století měla dnešní lokalita Hansaviertel okolo osmnácti tisíc obyvatel.
Část města, kde se nacházela původně řada luxusních vil a rezidencí byla zničena během bojů v závěru druhé světové války. 300 z 343 budov v této oblasti evidovaných, bylo srovnáno se zemí nebo poškozených natolik, že musely být strženy.
O rekonstrukci čtvrti o rozloze 250 000 m2 rozhodlo vedení města v roce 1953. Bylo podáno přibližně sto návrhů, z toho 20 berlínských architektů. Nakonec byla obnova svěřena i světovým architektům.
V letech 1957 až 1961 byla obnovena jako modernistické město tvořené oddělenými obytnými bloky v zelené krajině. Na jeho vzniku se podílela řada tehdy slavných jmen světové architektury (Alvar Aalto, Egon Eiermann, Walter Gropius, Oscar Niemeyer apod.) V prostoru, kde železniční trať a trať dráhy S-Bahn kříží dnešní ulici Altonaer Straße, vzniklo nové náměstí (Hansaplatz). Součástí čtvrti měl být také i dům od Le Corbusiera, ten byl ale nakonec zrealizován blízko olympijského stadionu. Čtvrť měla být odpovědí Západu na vznik Karl-Marx-Allee ve Východním Berlíně. Rovněž měla představoval symbol obnovy města, které bylo zničené válkou a kde po skončení konfliktu panovaly poměry těžko slučitelné se životem v moderní zemi.
Budovy Hansaviertelu jsou od roku 1995 evidovány jako jednotlivé kulturní památky.

## Externí odkazy

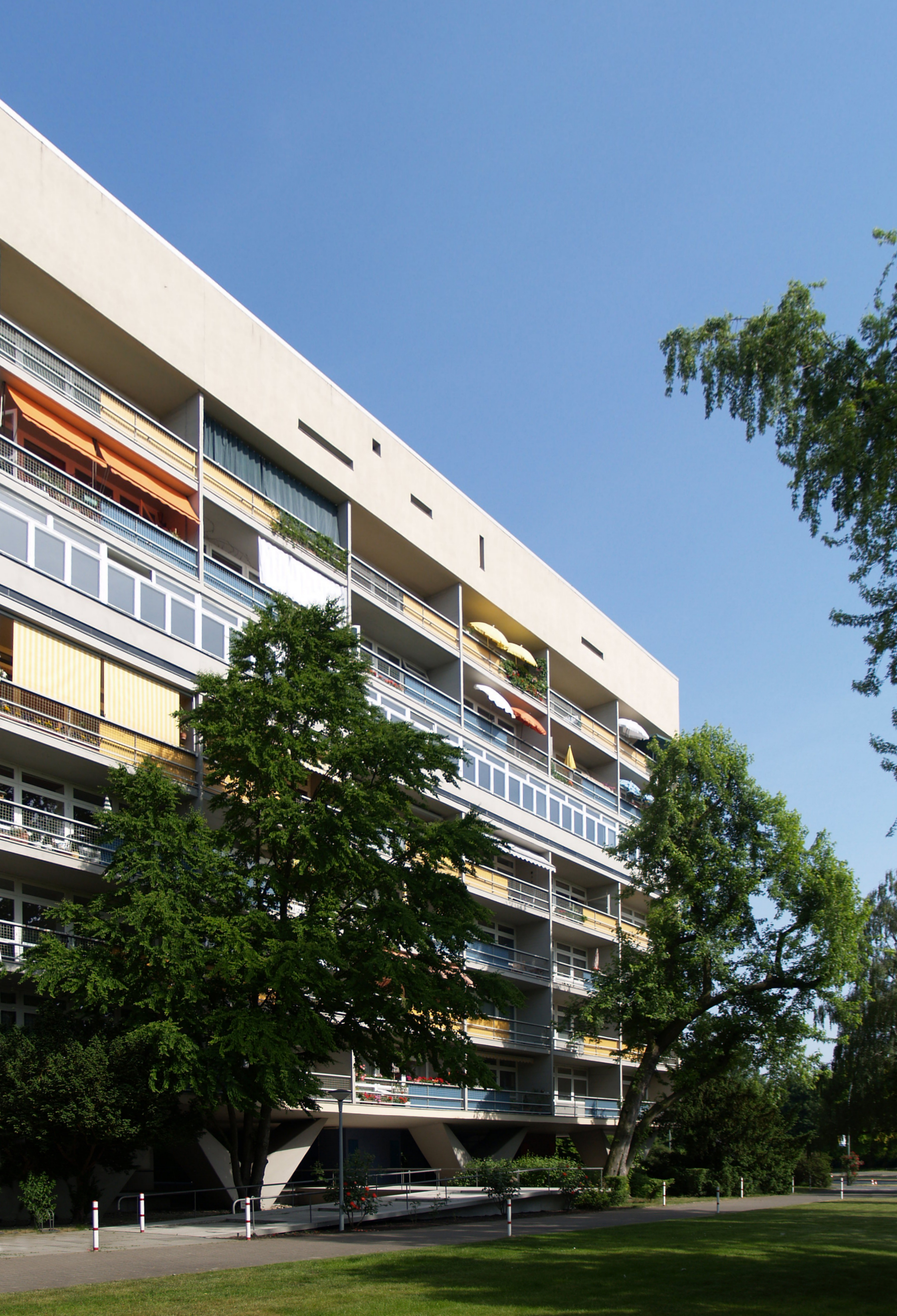
Dům podle projektu Oscara Niemeyera